# Okres Gelnica
Gelnica ist ein Okres (Verwaltungseinheit) in der Ostslowakei mit 31.787 Einwohnern (31. Dezember 2024) und einer Fläche von 584 km².
Historisch gesehen liegt der Bezirk zum größten Teil im ehemaligen Komitat Zips, ein kleiner Teil südwestlich des Ortes Henclová und das Gebiet um Úhorná liegen im ehemaligen Komitat Gemer und Kleinhont (siehe auch Liste der historischen Komitate Ungarns).

## Bevölkerung
| Jahr                | 1994   | 2004    | 2014    | 2024    |
| ------------------- | ------ | ------- | ------- | ------- |
| Anzahl der Personen | 30.034 | 31.006  | 31.504  | 31.787  |
| Unterschied         |        | +3,23 % | +1,60 % | +0,89 % |

| Jahr                | 2023   | 2024    |
| ------------------- | ------ | ------- |
| Anzahl der Personen | 31.736 | 31.787  |
| Unterschied         |        | +0,16 % |

## Städte
- Gelnica (Göllnitz)

## Gemeinden
| - Helcmanovce (Hannsdorf) - Henclová - Hrišovce (Herisdorf) - Jaklovce (Jeckelsdorf) - Kluknava (Kluckenau) - Kojšov (Koischdorf) - Margecany (Margareten) | - Mníšek nad Hnilcom (Einsiedel an der Göllnitz) - Nálepkovo (Wagendrüssel) - Prakovce (Prackendorf) - Richnava (Reichenau) - Smolnícka Huta (Schmöllnitzhütte) - Smolník (Schmöllnitz) - Stará Voda (Altwasser) | - Švedlár (Schwedler) - Úhorná (Ahorn) - Veľký Folkmar (Großvolkmar) - Závadka (Trichtbrunn) - Žakarovce (Sokelsdorf) |

Für die Bezirke Spišská Nová Ves und Gelnica ist das Bereichsamt (obvodný úrad) in Spišská Nová Ves zuständig.

## Kultur
In dem Artikel Denkmalgeschützte Objekte im Okres Gelnica findet man Informationen über die vom slowakischen Denkmalamt geschützten Objekte im Okres.